# Associação dos Comités Olímpicos de Língua Oficial Portuguesa
Die Associação dos Comités Olímpicos de Língua Oficial Portuguesa (dt.: „Vereinigung der Olympischen Komitees portugiesischer Amtssprache“), kurz ACOLOP, ist der Verband der Nationalen Olympischen Komitees (NOK) der portugiesischsprachigen Länder und Regionen.

## Sitz
Die ACOLOP bezog zunächst ihren Sitz nahe dem Macau Olympic Complex in der Rua do Desporto 185–195, im Stadtteil Taipa, einer ehemaligen Insel der chinesischen Sonderverwaltungszone von Macau. Macau war von 1516 bis 1999 portugiesische Kolonie und ist insbesondere architektonisch und administrativ weiter portugiesisch geprägt.
2024 zog die ACOLOP nach Lissabon um. Seither hat sie ihren Hauptsitz im Edifício Panoramic, in der Hausnummer 16 der Avenida do Atlântico, gelegen im Parque das Nações.

## Geschichte

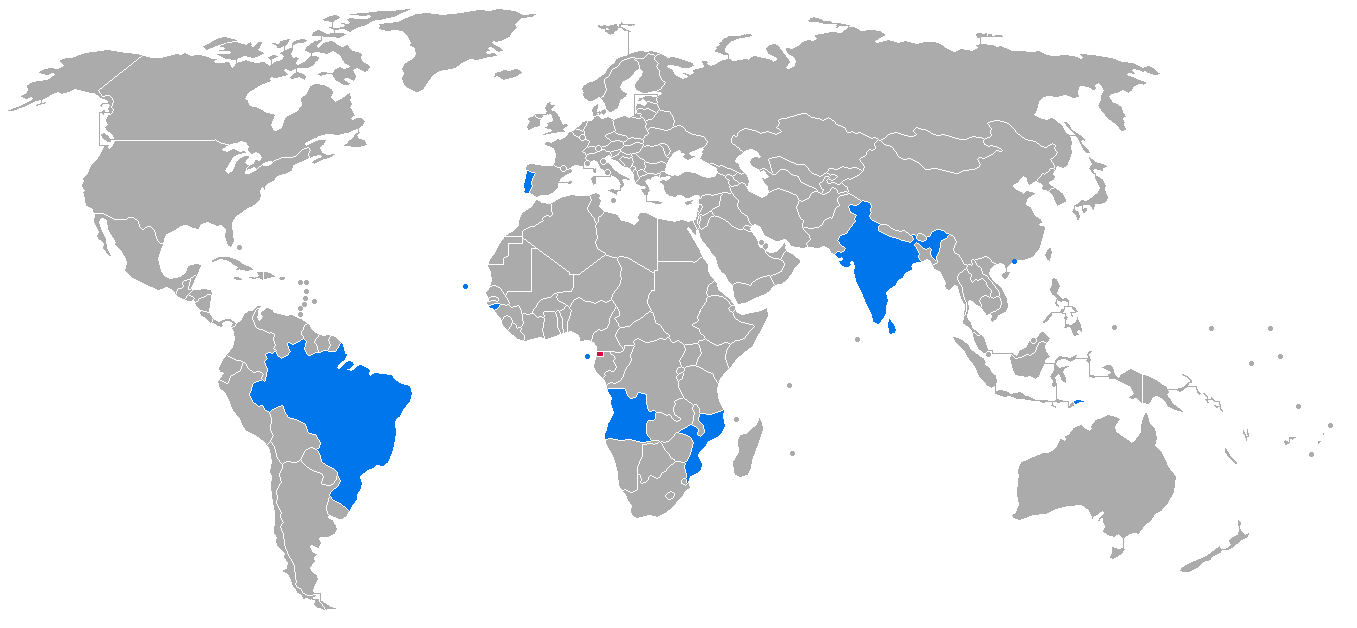
Staaten, deren Nationale Olympische Komitees Mitglieder der ACOLOP sind.

Der schon länger bestehende Gedanke, die Zusammenarbeit der lusophonen Länder im Sport zu intensivieren, nahm mit einer Tagung im Februar 2004 in Athen erstmals konkrete Formen an, als eine Arbeitsgruppe dort die Gründung einer Associação dos Comités Nacionais Olímpicos Lusófonos (dt.: „Vereinigung der lusofonen Nationalen Olympischen Komitees“) beschloss. Dieser Verband der olympischen Komitees des portugiesischen Sprachraums sollte, neben dem Sport und der olympischen Idee, insbesondere die freundschaftlichen Beziehungen zwischen den portugiesischsprechenden Teilen der Welt fördern.
Die ACOLOP wurde am 8. Juni 2004 in der portugiesischen Hauptstadt Lissabon gegründet, durch Portugal, Brasilien, die fünf afrikanischen PALOP-Staaten, und Äquatorialguinea als assoziiertem Mitglied. Sie wurde als Nichtregierungsorganisation der NOK der Gemeinschaft der Portugiesischsprachigen Länder mit dem Ziel gegründet, über den Sport die Zusammenarbeit und Einheit seiner Mitglieder zu stärken.

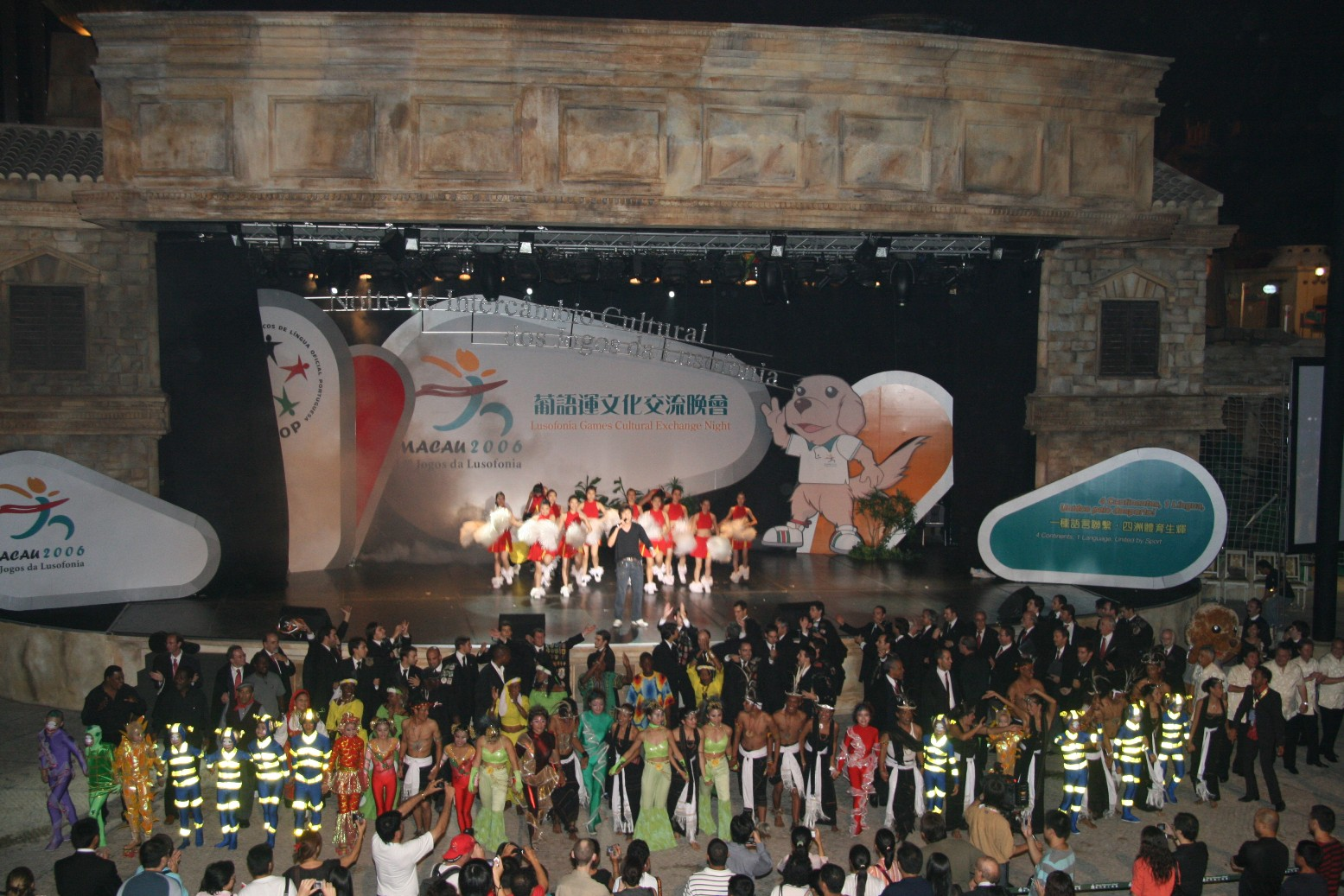
Veranstaltung im Rahmenprogramm zu den ersten Jogos da Lusofonia 2006: die Spiele sind die wichtigste Aktivität der ACOLOP.

Von Beginn an kämpfte die ACOLOP nicht nur mit verschiedenen Ansichten der Mitglieds-NOKs, sondern zeigte im weiteren Verlauf immer stärkere finanzielle und organisatorische Schwächen, insbesondere, als Portugal, wichtigster Finanzier der ACOLOP, sich in Folge seiner rigiden Austeritätspolitik während der tiefgreifenden Finanzkrise (Eurokrise ab 2010) finanziell nicht stärker engagierte.
2017 gelang es der immer weiter geschwächten, sich praktisch im Stillstand befindlichen ACOLOP nicht, die Absage Mosambiks als Ausrichter der Jogos da Lusofonia 2017 zu bewältigen. Nachdem auch Angola die zugesagte Ausrichtung der Spiele 2021 zurückzog (nicht nur wegen der COVID-19-Pandemie), schien zunächst keine Zukunft mehr für die Jogos da Lusofonia und selbst für die ACOLOP zu bestehen. Aus Macau wurde ein stärkeres Engagement Portugals angemahnt, jedoch war bis zum Politikwechsel in Portugal 2015 und der erst danach folgenden wirtschaftlichen Erholung keine Belebung in der ACOLOP zu sehen, und ihre Aktivitäten inklusive der Spiele schienen einzuschlafen.
Im Jahr 2022 erfuhr die ACOLOP eine Wiederbelebung. Das kapverdische NOK unter Führung ihrer Präsidentin Filomena Fortes übernahm den Vorsitz und stellte eine neue Agenda auf. Im Jahr 2024, zum 20. Jahrestag der Gründung der ACOLOP, organisierte das Präsidium im portugiesischen Cascais die erste ordentliche Generalversammlung seit Jahren. Dort wurden eine Reihe wichtiger Neuerungen zur Wiederbelebung der ACOLOP verabschiedet. So wurde u. a. der Sitz nach Lissabon verlegt und eine erneute Ausrichtung der Jogos da Lusofonia beschlossen. Die Planung für eine Neuauflage der Spiele wurde begonnen, wenn auch noch nicht mit konkreten Details. Demnach ist eine Ausrichtung für 2026 angedacht, im Jahr 2025 sollen die Mitglieder sich um die Ausrichtung bewerben können, zudem könnten die Spiele in geänderten Formen zurückkehren und sollen in jedem Fall eine wesentliche Aktivität der ACOLOP bleiben.

## Aktivitäten
Im Jahr 2006 organisierte die ACOLOP als ihre öffentlichkeitswirksamste Tätigkeit erstmals die Spiele der Gemeinschaft, die Jogos da Lusofonia. Nach den Spielen 2006 in Macau folgten die Spiele 2009 in Lissabon und die Spiele 2014 im indischen Goa, das bis 1961 Teil Portugiesisch-Indiens war. Die Spiele 2017 werden in der mosambikanischen Hauptstadt Maputo stattfinden.
Im Sinne ihres Leitgedankens, die olympischen Ideale zu verbreiten und die Zusammenarbeit ihrer Mitglieder zu fördern, entwickelt die ACOLOP daneben weitere Initiativen. So betätigt sie sich in der Ausbildung und Weiterbildung von Trainern und Athleten, organisiert Trainingslager, und unterhält mit dem Programa de Solidariedade Olímpica (port. für: Programm der olympischen Solidarität) ein Hilfsprogramm für seine schwächeren Mitglieder. Das Programm wird vom Committee for Olympic Solidarity unterstützt, einer 1971 gegründeten Organisation des Internationalen Olympischen Komitees zur Unterstützung junger und schwächerer NOKs.

## Zusammensetzung

### Gründungsmitglieder
- Comité Olímpico Angolano, das NOK von Angola
- Comitê Olímpico Brasileiro, das NOK von Brasilien
- Comité Olímpico Caboverdeano, das NOK von Kap Verde
- Comité Olímpico da Guiné-Bissau, das NOK von Guinea-Bissau
- Comité Olímpico e Desportivo de Macau, das OK von Macau
- Comité Olímpico Nacional de Moçambique, das NOK von Mosambik
- Comité Olímpico de Portugal, das NOK von Portugal
- Comité Olímpico de São Tomé e Príncipe, das NOK von São Tomé und Príncipe
- Comité Olímpico Nacional de Timor-Leste, das NOK von Osttimor

### Assoziierte Mitglieder
- Comité National Olympique Equato-Guinéen, das NOK von Äquatorialguinea (Gründungsmitglied)
- National Olympic Committee of Sri Lanka, das NOK von Sri Lanka (seit 2006)
- Indian Olympic Association, das NOK von Indien (seit 2006)

## Präsidenten
- 2004–2006: Vicente Moura (Portugal)
- 2007–2010: Manuel Silvério (Macau)
- seit 2010: Alex Vong (Macau)
- seit 2022: Filomena Fortes (Kap Verde)